# Kurziválás

Megfigyelhető a különbség az antikva (1.), a kurzíva (2.) és döntött betűk (3.) között. A legszembetűnőbb az a betűk eltérése.

Kurzív (latin, szó szerint íves) betűk – kurzívák – alatt stilizált kalligrafikus kézíráson alapuló betűtípus elemeit értjük. A kurzívákkal való szedést (illetve a számítógépes tipográfiában a szövegrészlet kurzívvá alakítását) kurziválásnak nevezzük.
Döntött alatt a betűmetsző vagy számítógépes program által készített, a betűcsalád antikváiból származtatott alakú betűformát értünk.
Mindkét betűformát szokás dőltnek vagy italicnak nevezni; ha egy betűcsaládnak van kurzív típusa, akkor rendszerint azt értjük rajta. Sans serif betűcsaládokban ritka a kurzív betűtípus – kivétel ez alól a Gill Sans és a Goudy Sans. Adrian Frutiger nevéhez kötik a döntött és kurzív betűformák összekeverését, Univers és Frutiger betűcsaládjainak döntött betűit italicnak nevezte.

## A kurzíva jellegzetességei
A döntésen túl a következő különbségek fordulnak elő az antikva és a kurzíva között. Ebből az első kettő szinte minden esetben fennáll.
- egyszintes a

- az f-nek lenyúló szára van

- az e szeme íves a hegyes helyett

- k hurkolt (I.) vagy gömbölyített végű (II.) karral

- a p szeme keresztezi a szárát

- a v-nek és w-nek fej helyett füle és/vagy íves alsó csúcsa van

- a z hangsúlya átkerül az átlósról a két vízszintes szárra

## Használata

### Toldalékok kapcsolása

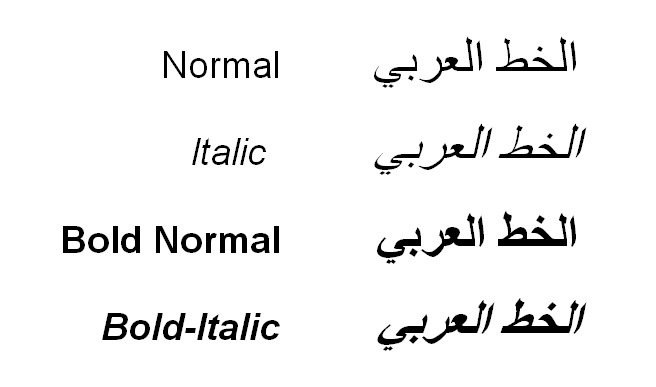
4 shapes of Adobe Arabic font (Normal, Italic, Bold, Bold-Italic)

A kurziválás célja az esetek többségében a kiemelés, ez a leggyakoribb módszer. Jellemző még a hosszabb-rövidebb idézéskor is a kurzívák használata. Ilyenkor az idézeten belüli kiemeléseket antikvával szedik.
A magyar tipográfiai hagyományok szerint a kurziválás több elv alapján is történhet:
1. A kifejezés kurzív, a toldalék antikva.
  - Például: „A Wikipédiából merített.”
2. Az egész kifejezés kurzív.
  - Például: „A Wikipédiából merített.”
3. A toldalék antikva, és kötőjellel kapcsoljuk a kifejezéshez.
  - Például: „A Wikipédiá-ból merített.”
4. Kombinált megoldás: nevekben, címekben, idegen kifejezésekben nem kurzív a toldalék, az egyéb (jobbára tartalmi) kiemelésekben viszont az egész kifejezés kurzív lesz. – Röviden: csak a név, cím lehet kurzív önmagában.
  - Például: „A Wikipédiából merített.”; de: „Sokat merített a Wikipédiából.”

Már eleve ragos kifejezéshez (például verscímhez) lehetőleg ne fűzzünk hozzá újabb ragot (tehát nem „a Levéltöredék barátnémhoz-ból”, hanem „a Levéltöredék barátnémhoz című versből”).
Egy szövegen belül lehetőleg mindvégig ugyanazzal a megoldással éljünk.

### Kurzív szóhoz tapadó központozási jelek
A szóhoz tapadó (azaz utána szóköz nélkül álló) központozási jelek (vessző, pont, kérdő- és felkiáltójel, kettőspont stb.) szintén kurzívak!

## Lásd még
- Fettelés
- Kiskapitális (Kapitälchen)
- Verzál